# NGC 6818
NGC 6818 è una nebulosa planetaria situata nella costellazione del Sagittario a circa 6500 anni luce dalla Terra. È stata scoperta nel 1787 da William Herschel.
Le immagini ottenute con il telescopio spaziale Hubble rivelano un rivestimento esterno sferico e una zona più interna ovale: si ritiene che questa forma venga modellata dal forte vento stellare della stella centrale. Quest'ultima, di magnitudine apparente 17,06, ha una temperatura superficiale molto elevata (145.000 K) e possiede una luminosità 1090 volte superiore a quella del Sole; la sua massa si aggirerebbe intorno alle 0,60 masse solari. Nell'ultimo secolo ha probabilmente diminuito la sua luminosità di circa 2 magnitudini. Il suo raggio è di 36.000 km, il che indica che si sta avvicinando allo stadio di nana bianca. La stella centrale è anche una binaria visuale, con una compagna a 150 UA dalla primaria. La compagna, di magnitudine 17,73, è probabilmente una stella di sequenza principale appartenente a una classe spettrale compresa fra G8 e K0.
Le abbondanze di elementi chimici, come azoto, elio e ossigeno, in NGC 6818 sono tutte molto simili al Sole, fatta eccezione per zolfo e carbonio. NGC 6818 risulta molto giovane, nell'ordine dei 3500 anni.